# Dimensions (album Maynarda Fergusona)
Dimensions – album amerykańskiego trębacza jazzowego Maynarda Fergusona. Płyta zawiera nagrania, których Ferguson dokonał w studiach: Radio Recorders w Los Angeles 19 lutego 1954 oraz Capitol Studios 23 lutego 1954 (utwory 10–12) i 26 sierpnia 1955 (utwory 1, 2, 7 i 8). Utwory aranżowane były przez Billa Hollmana (1, 2, 7, 8) oraz Williego Maidena (3–6, 9–12). Nagrania z sesji lutowych z 1954 ukazały się na LP Dimensions Featuring Maynard Ferguson (EmArcy MG 26024).
Monofoniczny 12" LP został wydany w 1955 przez wytwórnię EmArcy (MG 36044).

## Muzycy
- Maynard Ferguson – trąbka, puzon wentylowy, puzon basowy
- Bob Gordon – saksofon barytonowy
- Conte Candoli – trąbka (1, 2, 7, 8)
- Milt Bernhart – puzon (1, 2, 7, 8)
- Herb Geller – saksofon altowy (1, 2, 7, 8)
- Nino Tempo – saksofon tenorowy (1, 2, 7, 8)
- Ian Bernard – fortepian (1, 2, 7, 8)
- Red Mitchell – kontrabas (1, 2, 7, 8)
- Gary Frommer – perkusja (1, 2, 7, 8)
- Herbie Harper – puzon (3–6, 9–12)
- Bud Shank – saksofon altowy, flet (3–6, 9–12)
- Bob Cooper – saksofon tenorowy (3–6, 9–12)
- Russ Freeman – fortepian (3–6, 9–12)
- Curtis Counce – kontrabas (3–6, 9–12)
- Shelly Manne – perkusja (3–6, 9–12)

## Lista utworów
Strona A
| 1. | "Egad, Martha" (Bill Holman)                                                | 3:50  |
|    |                                                                             |       |
| 2. | "Breakfast Dance" (Bill Holman)                                             | 4:00  |
|    |                                                                             |       |
| 3. | "Maiden Voyage" (Willie Maiden)                                             | 2:56  |
|    |                                                                             |       |
| 4. | "Thou Swell" (Richard Rodgers, Lorenz Hart)                                 | 2:50  |
|    |                                                                             |       |
| 5. | "The Way You Look Tonight" (Dorothy Fields, Jerome Kern)                    | 2:50  |
|    |                                                                             |       |
| 6. | "All God's Children Got Rhythm" (Bronisław Kaper, Walter Jurmann, Gus Kahn) | 2:49  |
|    |                                                                             |       |
|    |                                                                             | 19:15 |
|    |                                                                             |       |
Strona B
| 7.  | "Slow Stroll" (Bill Holman)                                   | 2:40  |
|     |                                                               |       |
| 8.  | "Wonder Why" (Nicholas Brodzsky, Sammy Cahn)                  | 3:27  |
|     |                                                               |       |
| 9.  | "Willie Nillie" (Willie Maiden)                               | 2:41  |
|     |                                                               |       |
| 10. | "Hymm to Her" (Willie Maiden)                                 | 2:14  |
|     |                                                               |       |
| 11. | "Lonely Town" (Betty Comden, Adolph Green, Leonard Bernstein) | 2:56  |
|     |                                                               |       |
| 12. | "Somewhere Over the Rainbow" (Yip Harburg, Harold Arlen)      | 3:00  |
|     |                                                               |       |
|     |                                                               | 16:58 |
|     |                                                               |       |